# IHeartMedia
 (juin 2016).
Si vous disposez d'ouvrages ou d'articles de référence ou si vous connaissez des sites web de qualité traitant du thème abordé ici, merci de compléter l'article en donnant les références utiles à sa vérifiabilité et en les liant à la section « Notes et références ».

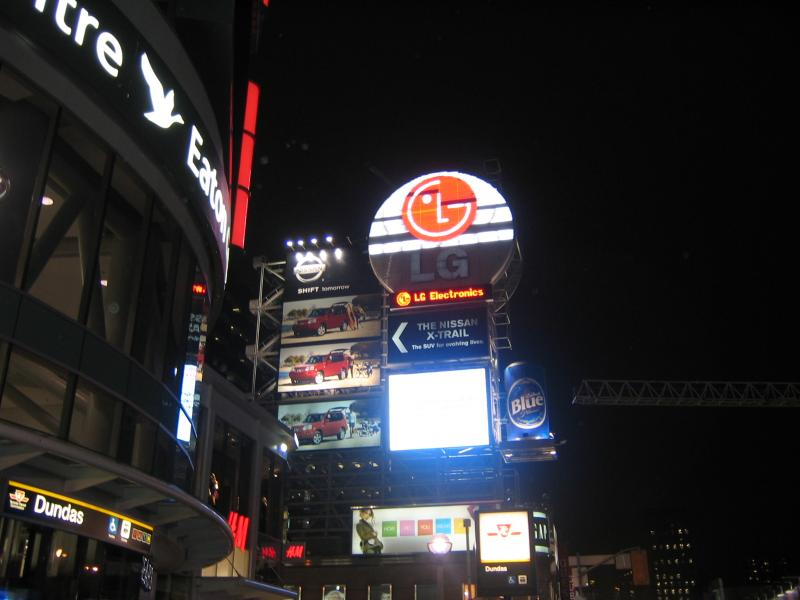
Billboards, propriété de Clear Channel Communications, à Dundas Square, à Toronto.

iHeartMedia, anciennement Clear Channel Communications, est une multinationale américaine présente dans l'audiovisuel, la publicité urbaine et l'organisation de concerts et de festivals.

## Histoire
Clear Channel prend son origine en France en 1921 : la première société d'affichage s'appelait Dauphin OTA (Office Technique d’Affichage) et fut fondée par Eugène Dauphin. Elle était spécialisée dans les murs peints publicitaires ainsi que les panneaux grands formats. En 1999, Clear Channel rachète la société Dauphin.
À l'origine spécialisée dans l'affichage urbain, consistant à apposer de la publicité dans les abris d'autobus, la société se diversifie dans la radio par hasard : le jour où un client texan des espaces publicitaires Clear Channel fut mis en faillite, le groupe récupéra deux radios en paiement des dettes. Le PDG vit alors les synergies possibles entre la publicité radio et publicité urbaine. L'entreprise va alors racheter de nombreuses stations de radio, puis des chaînes de télévision.
En 2000, elle prend possession du groupe SFX Entertainment, le plus important organisateur de concerts des États-Unis, et commence à s'étendre dans ce domaine en rachetant de nombreuses salles de concert et en négociant avec des artistes l'exclusivité de l'organisation de leurs tournées. En 2005, elle fut divisée en trois sociétés distinctes : Clear Channel Communications, un diffuseur de radio ; Clear Channel Outdoor, pour la publicité urbaine ; et Live Nation, organisateur d'événements et de spectacles. La famille Mays garde le contrôle effectif des trois sociétés et détient des postes dans les équipes dirigeantes (Mark Mays comme CEO de la radio et de CC Outdoor, et Randall Mays comme président de Live Nation).
En 2011, elle est le numéro 2 mondial dans le mobilier urbain, derrière son éternel rival JC Decaux mais devant CBS Outdoor. Dans le domaine audiovisuel, elle possède plus de 1 200 stations de radio et 38 stations de télévision, principalement sur le territoire américain. Elle dispose d’un gigantesque réseau de salles de concerts et d’événements au niveau mondial. Elle s’occupe aussi de l’organisation de festivals musicaux, de concerts et autres tournées d’artistes, ainsi que de leur promotion médiatique. Étant très présent aux États-Unis, le développement est aujourd'hui axé sur l'Europe et l'Asie, que ce soit dans le domaine du mobilier urbain ou dans les concerts.
En 2014, Clear Channel se renomme en iHeartMedia, nom lié à iHeartRadio, station de radio en ligne créée en 2008, alors que le terme Clear Channel renvoyait à la radio AM.
En mars 2018, iHeartMedia se place sous le chapitre 11 de la loi sur les faillites des États-Unis, faillite liée à son acquisition en 2006 pour 18 milliards de dollars, ce qui l'a fortement endetté. En effet, le 16 mars 2018, on apprend que IHeartMedia, considérée comme la plus grande société de radio aux États-Unis, accuse une dette de 20 milliards de dollars. En décembre 2018, iHeartMedia annonce, en lien avec sa restructuration, la scission de Clear Channel Outdoor, sa filiale spécialisée dans l'affichage urbain. Scission qui est réalisée en mai 2019. Cette société vendra ensuite sa filiale française qui deviendra Cityz Media en janvier 2024.
En février 2021, iHeartMedia annonce l'acquisition de Triton Digital, spécialisée dans la publicité audio, pour 230 millions de dollars, à E. W. Scripps Company.
En février 2024, Cityz Media, filiale française, conserve la gestion des mobiliers urbains d’information à Paris après un appel d'offres remporté face à son concurrent JC Decaux.

## Implantations
En France, la société s'est implantée en rachetant principalement le leader de l'affichage européen Dauphin OTA en 1999 après le décès de Jacques Dauphin, mais aussi Sirocco en 1998, Défi et France Rail (régie publicitaire de la SNCF) en 2000.
Clear Channel est chargée du mobilier urbain (Abribus) de plusieurs villes de France. Elle dispose d'espaces publicitaires dans les grands centres commerciaux et sur les véhicules de transport en commun dont l'entreprise prend en charge le mobilier urbain.

## Vélos en libre service

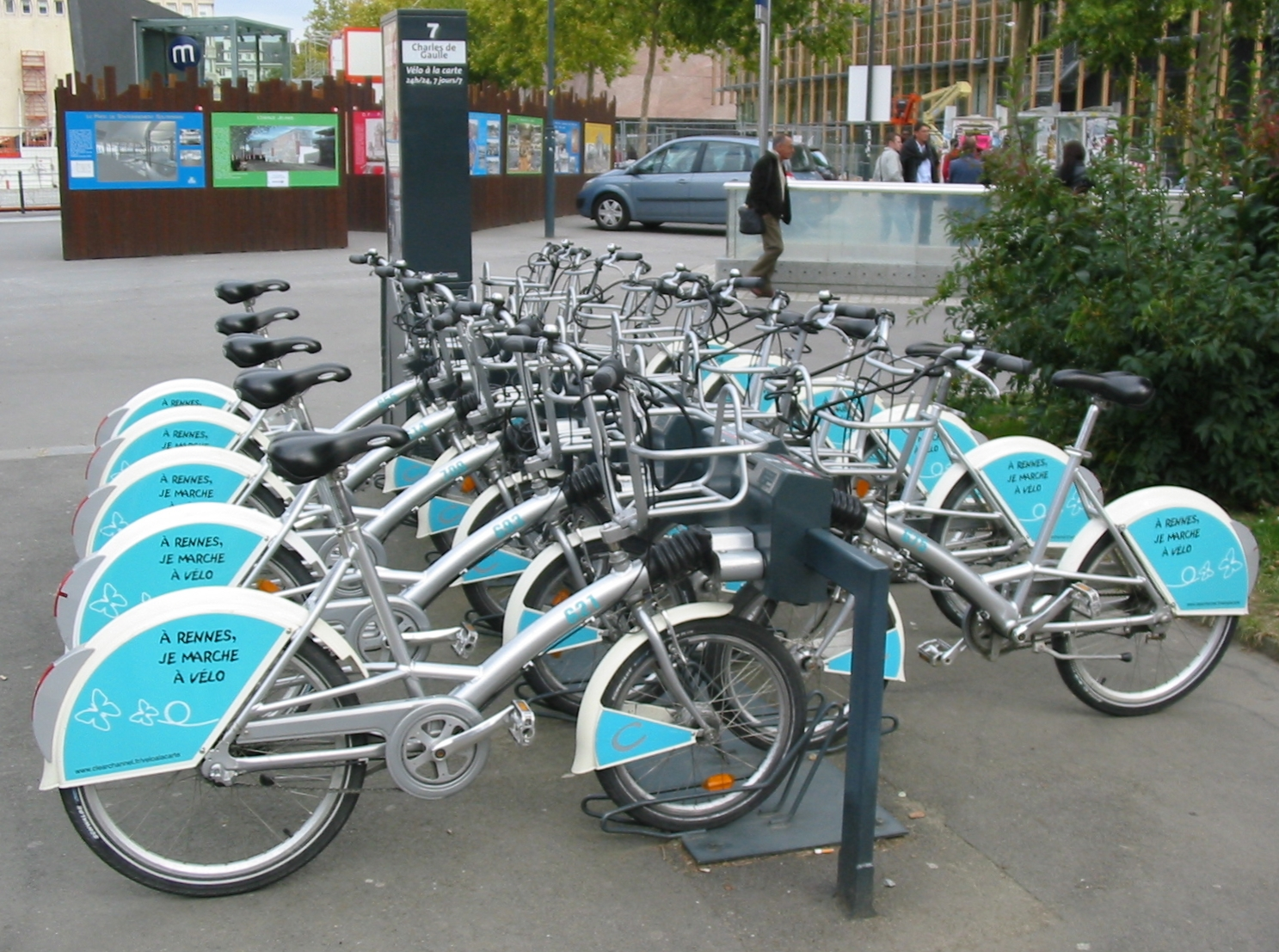
Vélo à la carte à Rennes.

À travers son système SmartBike, Clear Channel propose également des vélos en libre service. L'entreprise est la première à avoir installé un tel système en France avec le service Vélo à la carte à Rennes, mis en service le 6 juin 1998.
Clear Channel fut candidat pour gérer Vélib', le service de vélos en libre service de la mairie de Paris. C'est son concurrent JCDecaux avec son système Cyclocity, qui a finalement remporté l'appel d'offres. En 2007, Clear Channel a saisi le juge administratif pour empêcher l'extension de Vélib' en banlieue. Le tribunal administratif de Paris a donné raison à Clear Channel, mais la ville de Paris s’est pourvue en appel devant le Conseil d’État qui, le 11 juillet 2008, a annulé l’ordonnance du tribunal administratif.

## Critiques et controverses

### Contrôle
Au lendemain des attentats du 11 septembre 2001, le réseau Clear Channel a établi une liste de chansons dont la diffusion était jugée inappropriée. Cette liste, portée à la connaissance du public par le média indépendant Hits Daily Double en octobre 2001, est jugée authentique par Snopes, un média spécialisé dans les légendes urbaines, responsable d'une enquête à ce sujet. Contenant 166 références, la liste comporte des chansons négatives ou catastrophistes (Eve of Destruction par Barry McGuire, mais aussi toute la discographie de Rage Against the Machine), de chansons comportant des allusions au Moyen-Orient (Walk Like an Egyptian, par les Bangles, ou Rock the Casbah, par The Clash), mais aussi de chansons franchement pacifistes telles que Imagine (John Lennon) ou What a Wonderful World (Louis Armstrong).

### Mainmise sur la diffusion musicale
Son pouvoir publicitaire, la force de ses médias et son réseau de salles en font un acteur incontournable, aussi bien pour les artistes que les salles de concert. En effet, pour un artiste qui commence à se faire connaître, s'il veut être diffusé sur les radios du groupe et être à l'affiche de prestigieux festivals, il doit passer par Clear Channel ; inversement, un gérant de salle de concert ou un organisateur de festival verra une grande partie des artistes connus lui échapper s'il ne rallie pas le groupe. L'effet boule de neige de cette stratégie renforce continuellement le monopole de la société et a de nombreux effets dramatiques :
- la diffusion privilégiée d'artistes partenaires a pour conséquence d'appauvrir la diversité musicale diffusée sur les radios ;
- ne faire signer que des artistes connus rend plus difficile l'accès aux radios et télévisions aux artistes qui débutent ;
- le groupe se permet d'augmenter le prix des places de concert et de festival puisqu'il sait que c'est l'unique moyen de voir l'artiste sur scène ;
- les petites salles aux capacités jugées insuffisantes pour accueillir les artistes produits par Clear Channel passent à côté d'une programmation populaire et se retrouvent en situation financière difficile.

## Affichage électoral
Clear Channel a été chargée de l'affichage électoral pour l’élection présidentielle française de 2007.